# Raptile
Raptile, właściwie Addis Mussa (ur. 14 września 1976 w Monachium) – niemiecki raper etiopjskiego pochodzenia. Współpracował m.in. z Eko Freshem, Valezką, X-Zibitem, Anti Garanti i Trey Songz.

## Dyskografia

### Albumy
- Da Basilisk's Eye (2001)
- Classic Material (2004)
- Mozez (2005)
- Hero Muzik (2006)
- Best of - Europe's Golden Child (Best Of CD) (2006)

### Single
- Microphone Igniter/ We don't need u (2001)
- Rest your head on my chest (2001)
- Make Y'all Bounce (feat. Xzibit) (Strong Arm Steady Version) (2004)
- Da Unbeatables (feat. Valezka) (2004)
- My Everything (feat. Wayne Wonder) (2004)
- Fight Back (2005)
- Da Symphony (Olé Olé) (2005)
- Go Faster (2006)
- Neva Eva (2006)
- Missin' Ur Kisses (feat. Trey Songz) (2006)
- Stay Strong ("uliczny singiel") (2010)
- Disco (feat. FYI) (2010)